# Kastaar
Kastaar is een Belgisch bier van hoge gisting.
Het bier wordt sinds 1982 gebrouwen in Brouwerij De Block te Peizegem.
Het is een goudblond bier met een alcoholpercentage van 6%. Het is een fruitig bier met een toets van kruiden en gist.